# 게르만조어
게르만조어(영어: Proto-Germanic, 약어 PGmc)는 역사언어학의 방법으로 재구해낸 인도유럽어족 게르만어파의 조상 언어이다.
게르만조어는 서기 원년에서 500년 사이에 선게르만조어(先―, 영어: Pre-Proto-Germanic)에서 나와, 서게르만어군·동게르만어군·북게르만어군의 세 갈래로 나뉘었다. 게르만어파의 세 갈래는 갈라진 뒤에도 오랜 시간 동안 서로 접촉해 있었다. 특히 영어를 포함한 북해게르만어군은 서게르만어군에 속하지만 북게르만어군과 오래도록 접촉을 유지했다.
게르만조어를 규정하는 특징은 그림의 법칙이라 불리는 음운 변화 과정을 완전히 겪었다는 것이다. 그림의 법칙은 게르만조어가 인도유럽조어의 방언이던 시기부터 독립된 언어로 갈라진 시기까지 오랜 시간에 걸쳐 일어난 일련의 음운 변화를 가리킨다. 이러한 음운 변화는 수백 년에 걸쳐 점진적으로 일어났을 것이므로, 게르만조어를 단순히 나무 모형의 한 마디로 여기는 것은 적절하지 않다. 그보다는 거의 1,000년에 걸친 변화 과정을 나타낸다고 보아야 한다. 4세기경 게르만족의 대이동이 시작하면서 게르만조어 시기는 끝이 난다.
북유럽 청동기 시대와 로마 이전 북유럽 철기 시대(기원전 2000년 ~ 서기 원년)처럼 게르만조어보다 더 넓은 시간적 범위에 걸친 언어 변화 과정을 포함하는 개념으로 “게르만 조상 언어”(영어: Germanic parent language)라는 용어가 쓰이기도 한다. 여기에는 “선게르만어”(Pre-Germanic, PreGmc), “초기 게르만조어”(Early Proto Germanic, EPGmc), “후기 게르만조어”(Late Proto-Germanic, LPGmc) 등의 단계가 포함된다. 게르만조어라는 용어는 모든 게르만어파 언어의 최근 공통 조상만을 가리키는 반면, 게르만 조상 언어라는 용어는 나중에 게르만조어가 된 인도유럽조어 방언의 1,000년에 달하는 역사 전체를 가리킨다.
게르만조어로 된 온전한 기록은 오늘날 전해지지 않기 때문에, 게르만조어의 모습은 역사언어학의 비교 재구라는 방법을 통해 재구성한 것이다. (후기) 게르만조어로 된 단편적인 기록은 초기 룬 문자 새김글(기원후 2세기의 비모세 명문과 기원전 2세기의 네가우 투구 명문) 및 로마 제국 시기에 몇몇 단어들을 기록한 것(특히 기원후 90년경 타키투스의 《게르마니아》)이 남아 있다.

## 음운론

### 표기법
이 글에서는 게르만조어를 표기할 때 다음의 규칙을 따른다.
- 유성 장애음은 b, d, g로 적는다. 이 소리들이 기저에서 파열음 /b/, /d/, /ɡ/이었다거나 마찰음 /β/, /ð/, /ɣ/이었다는 두 의견 중 한 쪽의 손을 들어 주는 것은 아니다. 다른 문헌에서는 이 소리들은 b, d, g에 가로줄을 그은 ƀ, đ, ǥ로 나타내기도 한다.
- 무성 마찰음은 f, þ, h로 적는다(실제로는 /ɸ/, /θ/, /x/였을지도 모른다). /x/는 후기 게르만조어의 특정 환경에서 /h/로 변했을 수도 있다. 마찬가지로 /xʷ/는 일부 환경에서 /hʷ/ 또는 /ʍ/로 변했다.
- 순음화 연구개음은 kw, hw, gw로 적는다. 이 소리들이 하나의 음소였다거나(/kʷ/, /xʷ/, /ɡʷ/) 두 개의 음소였다는(/kw/, /xw/, /ɡw/) 의견 중 한 쪽의 손을 들어 주는 것은 아니다.
- 경구개 접근음 /j/는 j로 적는다. 인도유럽조어에서는 같은 소리를 y로 적는 관습이 있다는 데 주의하라.
- 장모음은 ō와 같이 모음 글자 위 장음 부호로 나타낸다. /ɛː/와 /eː/를 구분할 필요가 있는 경우 각각 ē¹, ē²로 적는다. ē¹를 æ 또는 ǣ로 적는 경우도 있지만 여기서는 그렇게 하지 않는다.
- 초장모음(overlong vowel)은 ô와 같이 모음 글자 위 굴곡 부호로 나타낸다. 다른 문헌에서는 ō̄처럼 장음 부호를 두 번 겹쳐서 나타내기도 한다.
- 비모음은 도널드 린지를 따라 오고네크로 나타낸다. 예를 들어 ǫ̂는 /õːː/이다. 게르만어학 문헌에서는 모음 뒤에 n을 적어 비모음을 나타내는 방법이 제일 흔하다. 그러나 그 방법은 어말 비모음과 어말 일반 모음 + /n/를 구별할 수 없어 혼란이 생길 수 있다. 어떤 문헌에서는 물결표(ã, ĩ, ũ 등)를 사용하기도 한다.
- 이중모음은 ai, au, eu, iu, ōi, ōu, 그리고 어쩌면 ēi, ēu와 같이 적는다.[4] 그러나 바로 뒤에 그에 대응하는 반모음이 올 경우 ajj, aww, eww, iww와 같이 적는다. u가 모음과 j 사이에 올 경우 w로 적는다. 이는 Ringe 2006를 따른 것이다.
- 장모음 뒤에 비(非)고모음이 오는 경우 두 모음은 별개의 음절로 소리나며 표기도 그에 따른다. 그러나 ī 뒤에 비고모음이 오는 경우는 예외로, 이때는 ij로 적는다.

### 자음
아래 표는 게르만조어의 자음 음소를 재구된 발음에 따라 정리한 표이다. 같은 칸에 두 개의 음소가 있는 경우 왼쪽은 무성음, 오른쪽은 유성음이다. 괄호로 둘러싼 소리는 변이음이며 독립된 음소가 아니다.
|        | 양순음 | 양순음 | 치음 | 치음 | 치경음 | 치경음 | 경구개음 | 경구개음 | 연구개음 | 연구개음 | 양순 연구개음 | 양순 연구개음 |
| ------ | ------ | ------ | ---- | ---- | ------ | ------ | -------- | -------- | -------- | -------- | ------------- | ------------- |
| 비음   |        | m      |      |      |        | n      |          |          |          | (ŋ)      |               | (ŋʷ)          |
| 파열음 | p      | b      | t    | d    |        |        |          |          | k        | ɡ        | kʷ            | ɡʷ            |
| 마찰음 | ɸ      | (β)    | θ    | (ð)  | s      | z      |          |          | x        | (ɣ)      | xʷ            | (ɣʷ)          |
| 접근음 |        |        |      |      |        |        |          | j        |          |          |               | w             |
| 설측음 |        |        |      |      |        | l      |          |          |          |          |               |               |
| 전동음 |        |        |      |      |        | r      |          |          |          |          |               |               |

참고:
1. [ŋ]은 /n/이 연구개 장애음 앞에 올 때의 변이음이었다.
2. [ŋʷ]은 /n/이 양순음화 연구개 장애음 앞에 올 때의 변이음이었다.
3. [β], [ð], [ɣ]는 각각 특정 환경에서 /b/, /d/, /ɡ/의 변이음이었다(아래 참고).
4. f로 표기한 음소는 게르만조어 시기까지는 여전히 양순 마찰음 /ɸ/로 발음되었을 가능성이 크다. 이를 뒷받침하는 증거로는 고트어에서 어말 b(어중에서는 유성 양순 마찰음을 나타냄)가 f로 무성음화된다는 것, 그리고 고대 노르드어에서 양순음성을 나타내기 위해 aptr [ɑɸtr] 따위의 철자법이 나타나는 것 등이 있다.

#### 그림과 베르너의 법칙
그림의 법칙은 인도유럽조어 파열음에 일어난 연쇄 변화로, 선게르만조어 시기에 일어났다. 베르너의 법칙은 그림의 법칙에 따르면 무성 마찰음이 나타나야 할 자리에 유성 마찰음이 나타나는 예외적인 상황을 설명해 준다. 이런 예외는 인도유럽조어의 강세 위치 때문에 생긴 것이다.
|              | 양순연구개음 → 연구개음 (u 앞뒤) | 그림의 법칙: 무성음 → 마찰음 | 그림의 법칙: 유성음 → 무성음 | 그림의 법칙: 유기음 → 유성음 | 베르너의 법칙 | 양순연구개음 소실 |
| ------------ | -------------------------------- | ---------------------------- | ---------------------------- | ---------------------------- | ------------- | ----------------- |
| 순음         |                                  | p > ɸ                        | b > p                        | bʱ > b, β                    | ɸ > b, β      |                   |
| 치음         |                                  | t > θ                        | d > t                        | dʱ > d, ð                    | θ > d, ð      |                   |
| 연구개음     |                                  | k > x                        | ɡ > k                        | ɡʱ > ɡ, ɣ                    | x > ɡ, ɣ      |                   |
| 양순연구개음 | kʷ > k ɡʷ > ɡ ɡʷʱ > ɡʱ           | kʷ > xʷ                      | ɡʷ > kʷ                      | ɡʷʱ > ɡʷ, ɣʷ                 | xʷ > ɡʷ, ɣʷ   | ɡʷ > b ɣʷ > w, ɣ  |

p, t, k는 s 등 마찰음이나 다른 파열음(게르만어파 마찰음화 법칙에 따라 마찰음으로 변했다) 뒤에서는 그림의 법칙의 적용을 받지 않았다. 예를 들어 원래의 t 소리를 보존한 라틴어의 stella ‘별’과 octō ‘여덟’에 대응하는 중세 네덜란드어는 ster와 acht로, t가 변하지 않고 보존되었다. 이렇게 보존된 원래의 t는 그림의 법칙으로 유성음이 변해서 생긴 t와 합쳐졌다.

(훗날 고지 독일어는 유사한 변화를 한 번 더 겪었다.
"그림과 베르너의 법칙은 ... 함께 첫 번째 게르만어파 자음 추이를 이룬다. 그 이후에 일어난 두 번째 게르만어파 자음 추이는 ... 게르만조어의 무성 파열음에만 영향을 미쳤고 ... 게르만어파를 두 개의 방언군으로 나누었는데, 북부의 저지 독일어와 ... 남부의 고지 독일어가 그것이다...")
일반적으로 베르너의 법칙은 그림의 법칙보다 나중에 일어난 것으로 재구되며, 무성 마찰음 /s/, /ɸ/, /θ/, /x/가 강세 없는 모음 뒤에 올 때 유성음이 된다는 내용을 담고 있다. 베르너의 법칙이 적용된 시점의 강세는 인도유럽조어에서 물려받은 것으로, 단어의 어느 음절에나 올 수 있었다. 예를 들어 PIE *bʰréh₂tēr > PGmc. *brōþēr (‘남자 형제’)이지만, PIE *meh₂tḗr > PGmc. *mōdēr (‘어머니’)이다. 베르너의 법칙에 의해 유성음화된 /s/는 새로운 음소인 /z/가 되었다. 그림과 베르너의 법칙이 일어나고 얼마 뒤에 게르만조어는 물려받은 강세를 잃었고 모든 단어는 어근 음절에 강세를 받게 되었다. 접두사가 붙지 않는 한, 이는 일반적으로 단어의 첫 음절이었다.

## 같이 보기
- 수에비

## 참고 문헌
- Bennett, William Holmes (1980). 《An Introduction to the Gothic Language》. New York: Modern Language Association of America.
- Campbell, A. (1959). 《Old English Grammar》. London: Oxford University Press.
- Cercignani, Fausto (1972). “Indo-European ē in Germanic”. 《Zeitschrift für vergleichende Sprachforschung》 86 (1): 104–110.
- Cercignani, Fausto (1973). “Indo-European eu in Germanic”. 《Indogermanische Forschungen》 78: 106–112.
- Cercignani, Fausto (1979). “Proto-Germanic */i/ and */e/ Revisited”. 《Journal of English and Germanic Philology》 78 (1): 72–82.
- Fulk, R. D. A Comparative Grammar of the Early Germanic Languages. Amsterdam/Philadelphia: John Benjamins, 2018.
- Harðarson, Jón Axel. “The Morphology of Germanic”, in Handbook of Comparative and Historical Indo-European Linguistics, vol. 2. Eds. Jared Klein, Brian Joseph, & Matthias Fritz. Berlin/Boston: de Gruyter, 2018, pp. 913–54.
- Kapović, Mate, ed. The Indo-European Languages, 2nd edn. London: Routledge, 2017. ISBN 978-0-415-73062-4.
- Krahe, Hans & Wolfgang Meid. Germanische Sprachwissenschaft, 2 vols. Berlin: de Gruyter, 1969.
- Kroonen, Guus (2013). 《Etymological Dictionary of Proto-Germanic》. Leiden Indo-European Etymological Dictionary Series, 11. Brill Academic Publishers. ISBN 978-90-04-18340-7.
- Orel, Vladimir (2003). 《A Handbook of Germanic Etymology》. Leiden; Boston: Brill.
- Plotkin, Vulf (2008). 《The Evolution of Germanic Phonological Systems: Proto-Germanic, Gothic, West Germanic, and Scandinavian》. Lewiston: Edwin Mellen.
- Ringe, Donald A. (2006). 《From Proto-Indo-European to Proto-Germanic》. Linguistic history of English, v. 1. Oxford: Oxford University Press. ISBN 0-19-955229-0.
- Voyles, Joseph B. (1992). 《Early Germanic Grammar》. San Diego: Academic Press. ISBN 0-12-728270-X.